# Почтовая станция (Исса)
Почтовая станция — историческое здание в деревне Исса Пушкиногорского района Псковской области. Расположена на автодороге Р23.
Входит в комплекс почтовых станций шоссе Петербург—Киев, построенных в 1840—1850-х годах по типовому проекту. На участке Остров—Опочка аналогичная станция третьего разряда выстроена в деревне Новгородка. До 1917 года служила почтовой станцией. По состоянию на 2025 год здание надстроено, не используется.

## История
Исская почтовая станция на Опочецком тракте, соединяющем Опочку с Островом, возникла в начале XIX века. В Почтовом дорожнике 1803 году станция уже упоминается. По состоянию на 1824 год к ней было приписано 4 лошади, к 1829 – 6.
В августе 1828 года станцию посетил чиновник особых поручений барон Мантейфель во время ревизии Псковской губернии. В своём докладе он писал: «Почтовые лошади на станциях Иссе и Ворсулях слабы. В Иссе есть станционный дом, но совершенно без мебели. В нём нет смотрителя, и, естественно, нет ни почтовых, ни жалобных книг».
По описи 1829 года Исская почтовая станция располагалась на 23-й версте по тракту из города Опочки в Остров. Комплекс построек включал в себя: почтовый дом для приезжающих, деревянный флигель для ямщиков, анбар, две конюшни, сарай, две повети деревянные и двое ворот. «Почтовый дом деревянный на каменном фундаменте, обшит и покрыт тёсом и окрашен на масле. В нём покоев 5, холодных 2, коридор 1, отхожее место, 2 крыльца. В хорошем состоянии».
В 1840-х годах шоссе Петербург—Киев с целью спрямления было проложено частично по новой трассе. На участке между Островом и Опочкой были построены новые почтовые станции — в Новгородке, Иссе и Опочке. Из них только опочецкая, как наиболее важная, была выполнена по проекту станций второго разряда, все остальные станции были третьего (низшего) разряда. Строительство велось по типовому проекту почтовых станций, изданному в 1846 году, и являющемуся развитием типового проекта 1843 года:43. Для всех станций был принят единый вариант оформления главного фасада — в «готическом» стиле.
Почтовые станции строились за казённый счёт (стоимость некоторых станций доходила до 30 тыс. рублей):256 и принимались в эксплуатацию Почтовым ведомством, которое направляло офицера для осмотра почтовых станов и архитектора. Почтовое ведомство полностью оснащало станции всем необходимым. На каждую станцию государство ежегодно выделяло небольшую сумму денег на «мелочный» ремонт. По свидетельству К. К. Случевского, совершившего несколько поездок по Киевскому шоссе в свите великого князя Владимира Александровича в конце XIX века, почтовые станции были «отнюдь не худшими многих вокзалов наших железных дорог»:254.
Исская почтовая станция, построенная в 1850-х годах, относилась к третьему разряду станций. Она занимала квадратный участок, на котором вдоль лицевой стороны располагался станционный дом и, симметрично по сторонам, — двое ворот в кирпичной ограде. Набор помещений станционного дома составляли залы для приезжающих, квартира смотрителя с кухней, комната для записи подорожных и туалеты в дворовой пристройке. Все служебные и хозяйственные постройки были объединены под общей крышей и располагались вдоль боковых и тыловой границ участка станции. Слева — изба для ямщиков, сарай, туалет для ямщиков, справа — погреб, амбар, навес для экипажей. Кровля станционного дома была из листового железа, хозяйственные службы и флигеля покрывались гонтом:51. Замыкала двор длинная конюшня. Конюшня была полукаменной, стойловые места были выгорожены деревянными перегородками. Количество стойловых мест было кратно количеству троек. Посреди двора был устроен колодец. Двор со всех сторон окружала ограда в виде каре. По воспоминаниям Н. П. Волкова-Муромцева, внука П. А. Гейдена, в конце 1900-х железные решётчатые ворота станции были украшены орлами с длинными узкими крыльями.
Станционный дом представлял собой одноэтажное, прямоугольное в плане здание под вальмовой крышей, с симметричной объёмно-планировочной композицией. К прямоугольному в плане основному объёму, вытянутому вдоль дороги, со стороны двора примыкала Т-образная пристройка, соединённая с основным объёмом узким переходом с выходом во двор. Композиция главного фасада была решена в 5 осей, углы здания раскрепованы. Центральная ось с дверным проёмом главного входа была выделена ризалитом и парапетом, возвышающимся над венчающим карнизом. Над главным входом был сделан навес на массивных чугунных литых кронштейнах. Оконные переплеты и фрамуги дверного проёма главного фасада имели сложный готический рисунок расстекловки. Под оконными проёмами, имеющими стрельчатое завершение, размещались филёнки. 
На 1866 год содержателем почтовой станции был крестьянин Василий Александрович Соколов. По состоянию на 1863 год к почтовой станции было приписано 45 лошадей, в 1880 – 18, в 1906 и 1915 — 12. В 1880-х годах выполнен ремонт станции.
На станции делали остановку дилижансы, курсировавшие между Опочкой и Островом. Здесь менялись лошади и ямщики, пассажиры могли выпить чаю и пообедать:222—223. С открытием в 1910-х годах автобусного движения на участке Киевского шоссе между Островом и Пустошкой на станции появились бочки с бензином для заправки автобусов.
На станции принималась «всякого рода почтовая корреспонденция», в справочнике 1907 года указано действующее почтовое отделение. 
Опочецкий краеведед и публицист А. И. Белинский, в 1900-х годах неоднократно проезжавший из Опочки в Остров, в своих воспоминаниях писал: «В станционном здании помещалась почта, было две комнаты для приезжающих, квартира для станционного смотрителя и почтового работника. Содержались станционные здания плохо: ремонтировались редко, в мебели было много клопов, везде висела паутина. Жалобная книга была полна чеховскими записями. Рядом с главным зданием был большой двор и постройка для содержания лошадей, которых на каждой станции было 18–20–25. Лошади не отличались упитанностью, так как содержатели ямских гонов старались экономить корм»:223.
Судьба здания после 1917 года неизвестна. Вероятнее всего, его использовали под жильё. К 1986 году находилось на балансе местного дорожного ремонтно-строительного предприятия. К 2000-м годам в здании работало кафе. Предположительно к 2011 году собственник надстроил два этажа и существенно расширил здание, полностью исказив первоначальный облик. По состоянию на 2025 год здание не используется.